# Corts de Montblanc (1414)
Les Corts Catalanes varen ser convocades pel rei Ferran I a Montblanc el 1414. Era President de la Generalitat Marc de Vilalba.
En aquestes corts, el rei rebé les crítiques dels diputats contra el nomenament de castellans per als càrrecs de la Generalitat i com a conseqüència es creà la Junta de Molins de Rei el 1418, encapçalada pel conseller de Barcelona Ramon Desplà i el comte Roger Bernat I de Pallars Sobirà, per a fer front als moviments castellanitzants, eliminats en les corts de Barcelona de 1421. Els diputats es queixaren també de les irregularitats en l'administració de justícia reial i de la creació d'imposicions arbitràries.
Aquesta edició de corts es tancà precipitadament, i no s'elegiren nous diputats, ja que estava en vigor el nou sistema d'elecció per triennis acordat a les Corts de Barcelona (1413).